# Chatradahosahalli, Maddur
Chatradahosahalli là một làng thuộc tehsil Maddur, huyện Mandya, bang Karnataka, Ấn Độ.